# Bosco dell'Elmo (Monte Peglia)
Bosco dell'Elmo (Monte Peglia) este o arie protejată (arie specială de conservare — SAC, sit de importanță comunitară — SCI) din Italia întinsă pe o suprafață de 1.046 ha, integral pe uscat.

## Localizare
Centrul sitului Bosco dell'Elmo (Monte Peglia) este situat la coordonatele 42°48′03″N 12°08′23″E / 42.800833°N 12.139722°E.

## Înființare
Situl Bosco dell'Elmo (Monte Peglia) a fost declarat sit de importanță comunitară în iunie 1995 pentru a proteja 1 specie de plante și 53 de specii de animale. Situl a fost protejat și ca arie specială de conservare în august 2014.

## Biodiversitate
Situată în ecoregiunea mediteraneană, aria protejată conține 6 habitate naturale: Galerii de Salix alba și de Populus alba, Pajiști uscate europene, Formațiuni de Juniperus communis pe lande sau pajiști calcaroase, Păduri de Quercus ilex și Quercus rotundifolia, Păduri panonice-balcanice de stejar turcesc - stejar sesil, Pseudostepă cu ierburi și specii anuale de Thero-Brachypodietea.
La baza desemnării sitului se află mai multe specii protejate:
- plante (1): Himantoglossum adriaticum
- păsări (44): pițigoi codat (Aegithalos caudatus), lăstunul mare (Apus apus), șorecarul comun (Buteo buteo), sticlete (Carduelis carduelis), Certhia brachydactyla, florinte (Chloris chloris), șerpar (Circaetus gallicus), porumbel gulerat (Columba palumbus), cioară neagră (Corvus corone), cuc (Cuculus canorus), pițigoi albastru (Cyanistes caeruleus), lăstun de casă (Delichon urbicum), ciocănitoare pestriță mare (Dendrocopos major), presură sură (Emberiza calandra), presură bărboasă (Emberiza cirlus), măcăleandru (Erithacus rubecula), șoim călător (Falco peregrinus), vânturel roșu (Falco tinnunculus), cinteză (Fringilla coelebs), gaiță (Garrulus glandarius), rândunică (Hirundo rustica), ciocârlie de pădure (Lullula arborea), privighetoare (Luscinia megarhynchos), prigoare (Merops apiaster), gaia neagră (Milvus migrans), grangur (Oriolus oriolus), pițigoi mare (Parus major), vrabie de câmp (Passer montanus), fazan (Phasianus colchicus), pitulice de munte (Phylloscopus collybita), coțofană (Pica pica), ciocănitoarea verde (Picus viridis), aușel sprâncenat (Regulus ignicapilla), mărăcinar negru (Saxicola torquatus), cănăraș (Serinus serinus), țiclete (Sitta europaea), turturică (Streptopelia turtur), graur (Sturnus vulgaris), silvie cu cap negru (Sylvia atricapilla), silvie roșcată (Sylvia cantillans), silvie mediteraneană (Sylvia melanocephala), pănțărușul (Troglodytes troglodytes), mierlă (Turdus merula), pupăză (Upupa epops)
- amfibieni (1): Salamandrina terdigitata
- mamifere (1): lupul (Canis lupus)
- nevertebrate (3): croitorul mare al stejarului (Cerambyx cerdo), rădașcă (Lucanus cervus), Melanargia arge
- pești (4): Barbus tyberinus, Padogobius nigricans, Rutilus rubilio, Telestes muticellus

Pe lângă speciile protejate, pe teritoriul sitului au mai fost identificate 6 specii de plante, 1 specie de păsări, 4 specii de amfibieni, 15 specii de mamifere, 1 specie de nevertebrate, 1 specie de pești, 7 specii de reptile.